# کلمه ایمنی (ترانه)
«کلمهٔ ایمنی» (به انگلیسی: Safe Word) ترانه‌ای از خوانندهٔ آمریکایی بروک کندی می‌باشد که در ۲۲ فوریهٔ سال ۲۰۲۴ به‌عنوان تک‌آهنگ اصلی دومین آلبوم استودیویی وی تحت عنوان سرزمین آبنبات (۲۰۲۴) منتشر گردید و به‌طور کلی بیست و هشتمین تک‌آهنگ وی می‌باشد.